# Campionato europeo individuale di scacchi 2021
Il Campionato europeo individuale di scacchi 2021 (nome ufficiale European Individual Chess Championship 2021) fu un torneo di scacchi organizzato dalla Federazione scacchistica islandese con il patrocinio dell'ECU. Si disputò a Reykjavík dal 26 agosto al 5 settembre del 2021. Il torneo venne vinto dal russo Anton Demčenko, che si è laureato Campione d'Europa. 
Il torneo dava diritto alla partecipazione alla Coppa del Mondo di scacchi 2023 ai primi 23 classificati. L'evento si tenne presso l'Hotel Natura, albergo che ospitò Bobby Fischer durante il match mondiale del 1972. Il campione uscente era il russo Vladislav Artem'ev.

## Formula
L'iscrizione al campionato è aperta a tutti i giocatori iscritti a una delle federazioni appartenenti alle zone che vanno dalla 1.1 alla 1.10 (Europa). La formula è quella del sistema svizzero con 11 turni. La cadenza di gioco è 90 minuti per le prime 40 mosse, 30 minuti aggiuntivi da mossa 41 e 30 secondi di incremento per mossa, partendo da mossa 1.

### Spareggi
La formula degli spareggi è identica a quella della Coppa del Mondo del 2023, con la cadenza di gioco che continua a decrescere in caso di ulteriore parità sino ad arrivare al sudden death. Ovvero:
- due partite rapid a 25 minuti, 10 secondi di incremento a mossa da mossa 1.
- due partite blitz a 10 minuti, 10 secondi di incremento a mossa da mossa 1.
- due partite blitz a 5 minuti, 3 secondi di incremento a mossa da mossa 1.
- una partita sudden death in cui il bianco ha 5 minuti e il nero 4, ma il nero vince anche con la patta. 2 secondi di incremento a mossa da mossa 61.[2]

### Montepremi
Il montepremi complessivo è di 100 000 euro, dei quali 20 000 andranno al vincitore del torneo, 15 000 al secondo e 10 000 fino ai 1 000 del 20º classificato.
Altri premi sono destinati alle seguenti categorie:
- 1 000 al migliore degli under 18.
- 1 000 al migliore over 50.
- 1 000 al migliore giocatore di genere femminile.[2]

## Pandemia di Covid-19
Il torneo prevede alcune norme anti-covid:
- Nel caso che l'evento venga interrotto entro l'ottavo turno, riprenderà in formato hybrid, completando almeno nove turni.
- Nel caso che l'evento venga interrotto dal nono turno in poi, il torneo verrà ritenuto concluso e verrà presa in considerazione la classifica a partire dal settimo turno.[2]

## Partecipanti
Di seguito i primi venti partecipanti per punteggio Elo.
| Nr. | Nome                              | Elo  |
| --- | --------------------------------- | ---- |
| 1   | Gawain Jones (Inghilterra)        | 2684 |
| 2   | Gabriel Sargsyan (Armenia)        | 2682 |
| 3   | David Navara (Repubblica Ceca)    | 2675 |
| 4   | Matthias Bluebaum (Germania)      | 2674 |
| 5   | Liviu Dieter Nisipeanu (Germania) | 2671 |
| 6   | Nils Grandelius (Svezia)          | 2666 |
| 7   | Constantin Lupulescu (Romania)    | 2659 |
| 8   | Alexander Donchenko (Germania)    | 2657 |
| 9   | Nicat Abbasov (Azerbaijan)        | 2656 |
| 10  | Rauf Məmmədov (Azerbaijan)        | 2654 |
| 11  | Ivan Šarić (Croazia)              | 2653 |
| 12  | Aleksej Sarana (Russia)           | 2643 |
| 13  | Bogdan-Daniel Deac (Romania)      | 2639 |
| 14  | Haik Martirosyan (Armenia)        | 2632 |
| 15  | Tamas Banusz (Ungheria)           | 2631 |
| 16  | Maxime Lagarde (Francia)          | 2631 |
| 17  | David Paravjan (Russia)           | 2630 |
| 18  | Daniele Vocaturo (Italia)         | 2630 |
| 19  | Mustafa Yılmaz (Turchia)          | 2630 |
| 20  | Robert Hovhannisyan (Armenia)     | 2626 |

## Classifica
Classifica dopo 11 turni (prime venti posizioni):
| P. | Nome                           | Elo  | Punti | M.E. |
| -- | ------------------------------ | ---- | ----- | ---- |
| 1  | Anton Demchenko (Russia)       | 2597 | 8,5   | 2617 |
| 2  | Vincent Keymer (Germania)      | 2602 | 8,5   | 2577 |
| 3  | Aleksej Sarana (Russia)        | 2643 | 8,0   | 2592 |
| 4  | Bogdan-Daniel Deac (Romania)   | 2639 | 8,0   | 2510 |
| 5  | Kacper Piorun (Polonia)        | 2608 | 7,5   | 2605 |
| 6  | Rauf Məmmədov (Azerbaijan)     | 2654 | 7,5   | 2599 |
| 7  | Viktor Erdős (Ungheria)        | 2614 | 7,5   | 2593 |
| 8  | Niclas Huschenbeth (Germania)  | 2592 | 7,5   | 2590 |
| 9  | David Navara (Repubblica Ceca) | 2675 | 7,5   | 2577 |
| 10 | Vahap Sanal (Turchia)          | 2557 | 7,5   | 2572 |
| 11 | Matthias Bluebaum (Germania)   | 2674 | 7,5   | 2556 |
| 12 | Daniele Vocaturo (Italia)      | 2630 | 7,5   | 2554 |
| 13 | Michail Antipov (Russia)       | 2607 | 7,5   | 2547 |
| 14 | Luka Paichadze (Georgia)       | 2564 | 7,5   | 2543 |
| 15 | Mustafa Yılmaz (Turchia)       | 2630 | 7,5   | 2542 |
| 16 | Daniel Fridman (Germania)      | 2621 | 7,5   | 2542 |
| 17 | Nidjat Mamedov (Azerbaijan)    | 2595 | 7,5   | 2528 |
| 18 | Rasmus Svane (Germania)        | 2615 | 7,5   | 2515 |
| 19 | Hovhannes Gabuzyan (Armenia)   | 2587 | 7,0   | 2619 |
| 20 | Velimir Ivić (Serbia)          | 2571 | 7,0   | 2618 |